# SP-247
A SP-247 é uma rodovia transversal do estado de São Paulo, administrada pelo Departamento de Estradas de Rodagem do Estado de São Paulo (DER-SP).

## Denominações
Recebe as seguintes denominações em seu trajeto:
	Nome:		Sebastião Diniz de Moraes, Rodovia
- De – até:	 Bananal – Sertão (Bocaina) – Divisa Rio de Janeiro
- Legislação:		LEI 11.559 DE 25/11/2003

## Descrição
Principais pontos de passagem: SP 068 (Bananal) - Sertão da Bocaina - Divisa RJ

## Características

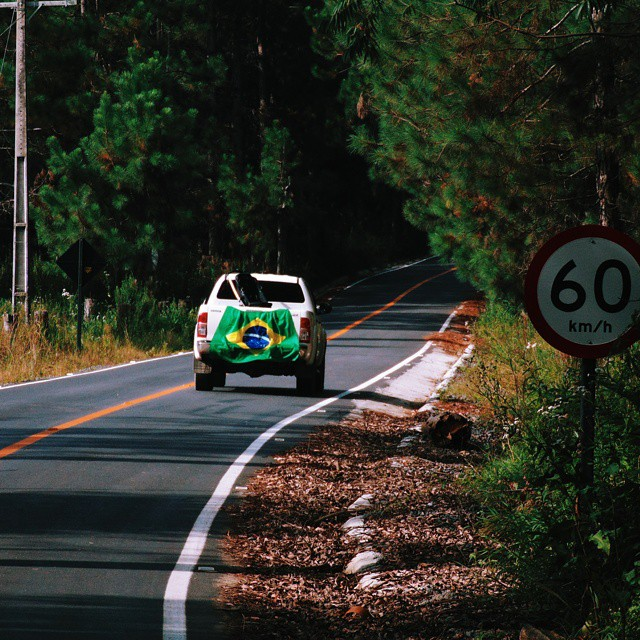
Trecho da SP-247.

### Extensão
- Km Inicial: 0,000
- Km Final: 35,000

### Localidades atendidas
- Bananal